# Тугуро-Чумиканский район
Тугу́ро-Чумика́нский район — административно-территориальная единица (район) и муниципальное образование (муниципальный район) в Хабаровском крае Российской Федерации.
Административный центр — село Чумикан.

## География
Тугуро-Чумиканский район — один из отдаленных районов Хабаровского края, приравнен к районам Крайнего Севера. Территория района расположена в бассейне рек Уды и Тугура, с востока омывается водами Охотского моря, береговая линия которого изрезана многочисленными заливами. В состав района входят Шантарские острова — архипелаг из 15 островов. Поверхность района представлена сложным сочетанием разнообразных форм рельефа, господствующее положение занимают горы. Максимальные отметки высот превышают 1000 м над уровнем моря на севере, 1500 м — на западе, 2300 м — на центральном участке южной границы. Равнинные пространства приурочены к долинам рек Уды и Тугура, а также к узкой полосе вдоль побережья. Наиболее крупные озёра района: Большое, Мухтеля, Бокон и Лилимун.
Территория района занимает площадь 96 080 км². Район граничит на севере с Аяно-Майским районом, на северо-западе, западе и юго-западе — с Амурской областью, на юге — с районом имени Полины Осипенко, на юго-востоке — с Ульчским и Николаевским районами Хабаровского края.
Природные ресурсы
Тугуро-Чумиканский район обладает крупнейшими в Хабаровском крае минерально-сырьевыми ресурсами, пока недостаточно изученными. Здесь выявлены месторождения и проявления железных и марганцевых руд, апатито-титанового сырья, фосфоритов, цветных металлов (молибден, олово, ртуть), золота, камнесамоцветного сырья, минеральных вод. Более 64 % территории района покрыто лесами, основные породы — лиственница, пихта, ель.

## История
Тугуро-Чумиканский район был образован 4 января 1926 года в составе Николаевского округа Дальневосточного края. К концу того же года район включал 11 сельсоветов: Антыканский, Бургалийский, Кыранский, Немериканский, Неранский, Тором-Альский (Торомский), Тугурский, Удский, Чумиканский, Голламский и Шантарский островной.
10 декабря 1930 года Тугуро-Чумиканский район был включён в состав Охотско-Эвенского национального округа.
22 июля 1934 года Тугуро-Чумиканский район был включён в состав Нижнеамурской области. К октябрю 1935 года район делился на 8 сельсоветов: Антыканский, Баладекский, Буруханский, Торомский, Тугурский, Удский, Усалчинский и Чумиканский; также в состав район входили Шантарские острова.
В 1947 году как фактически несуществующий был упразднён Буруханский с/с. В 1951 году упразднён Баладекский с/с. В 1955 году Антыканский с/с был переименован в Алгазеинский.
23 января 1956 года Тугуро-Чумиканский район был включён в состав Хабаровского края. В том же году был образован Шантарский с/с. В 1958 году Усалгинский с/с был присоединён к Тугурскому.
В 1968 году Шантарский с/с был присоединён к Чумиканскому.
В 1992 году сельсоветы были преобразованы в сельские администрации, а в 2004 — в сельские поселения.

## Население
| 1926  | 1933  | 1959  | 1970  | 1979  | 1989  | 1992  | 1995  | 2000  |
| ----- | ----- | ----- | ----- | ----- | ----- | ----- | ----- | ----- |
| 1157  | ↗2500 | ↗3327 | ↘3311 | ↘3231 | ↗3610 | ↘3500 | ↘3100 | ↘2600 |
| 2001  | 2002  | 2003  | 2004  | 2005  | 2006  | 2007  | 2008  | 2009  |
| ↗2900 | ↘2860 | →2860 | ↘2724 | ↘2595 | ↘2528 | ↗2693 | ↘2500 | ↘2457 |
| 2010  | 2011  | 2012  | 2013  | 2014  | 2015  | 2016  | 2017  | 2018  |
| ↘2255 | ↘2242 | ↘2158 | ↘2078 | ↘2036 | ↘2029 | ↘1972 | ↘1960 | ↗1964 |
| 2019  | 2020  | 2021  | 2023  | 2024  | 2025  |       |       |       |
| ↘1959 | ↗1971 | ↘1840 | ↗1860 | ↘1859 | ↘1853 |       |       |       |

Половой состав

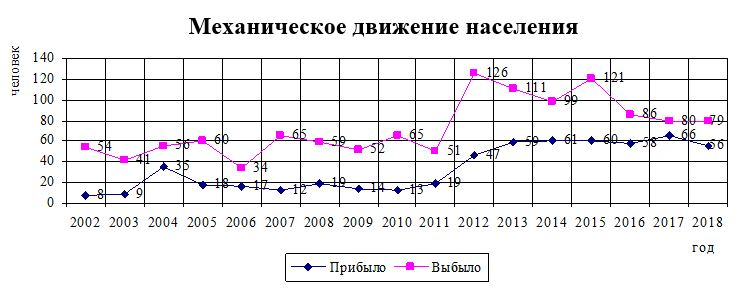
Механическое движение населения 2002—2018

На 2002 год мужчин 51,0 %, женщин 49,0 %

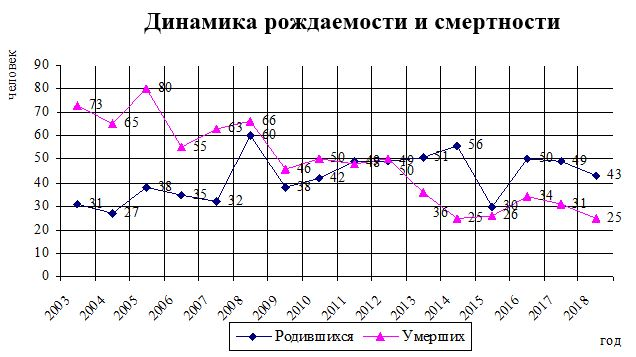
Динамика рождаемости и смертности Тугуро-Чумиканского района 2002—2018

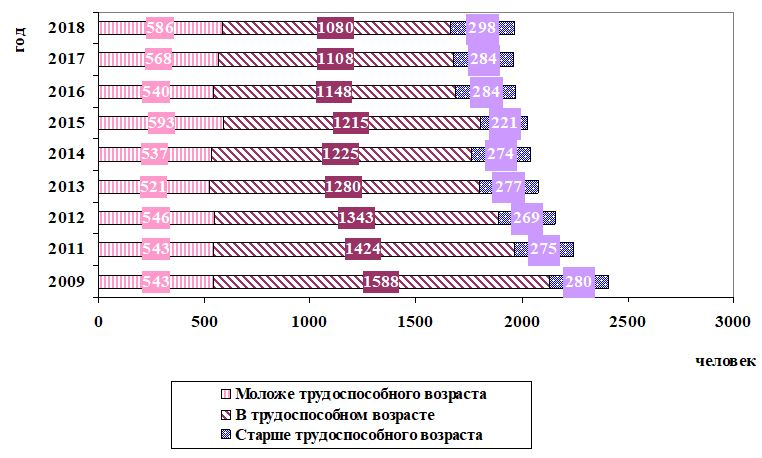
Возрастная структура трудовых ресурсов района 2009—2018

#### Естественное движение
Количество родившихся и умерших (абсолютные цифры)

### Урбанизация
Городского населения в районе нет.

### Национальный состав
|                                         | 2002  | 2004  | 2005  | 2006  | 2007  | 2016  | 2017  | 2018  |
| --------------------------------------- | ----- | ----- | ----- | ----- | ----- | ----- | ----- | ----- |
| КМНС в т.ч                              | 1 371 | 1 369 | 1 309 | 1 333 | 1 429 | 1 549 | 1 546 | 1 589 |
| Эвенки                                  | 1 285 |       |       |       |       |       | 1 533 | 1 576 |
| Негидальцы                              | 1     |       |       |       |       |       | 5     | 5     |
| Ульчи                                   |       |       |       |       |       |       | 5     | 5     |
| Удегейцы                                | 2     |       |       |       |       |       | 3     | 3     |
| Доля в численности населения района (%) | 47,93 | 50,26 | 50,44 | 52,72 | 53,06 | 78,55 | 78,88 | 80,91 |

На 2016 год численноксть КМНС — 1549 человек (78,54 %)

## Муниципально-территориальное устройство
В Тугуро-Чумиканский муниципальный район входят 5 муниципальных образований нижнего уровня со статусом сельских поселений, а также 1 межселенная территория без какого-либо статуса муниципального образования:
| №        | Сельское поселение     | Административный центр | Количество населённых пунктов | Население | Площадь, км² |
| -------- | ---------------------- | ---------------------- | ----------------------------- | --------- | ------------ |
| 1        | Село Алгазея           | село Алгазея           | 1                             | ↘41       | 1,96         |
| 2        | Село Тором             | село Тором             | 1                             | ↘45       | 3,27         |
| 3        | Село Тугур             | село Тугур             | 1                             | ↘315      | 2,20         |
| 4        | Село Удское            | село Удское            | 1                             | ↘339      | 7,22         |
| 5        | Село Чумикан           | село Чумикан           | 2                             | ↗1100     | 10,32        |
| 5.000001 | межселенная территория |                        | 3                             | 7         |              |

### Населённые пункты
В Тугуро-Чумиканском районе 6 населённых пунктов.
| № | Населённый пункт | Тип  | Население | Сельское поселение |
| - | ---------------- | ---- | --------- | ------------------ |
| 1 | Алгазея          | село | ↘41       | Село Алгазея       |
| 2 | Неран            | село | ↘45       | Село Чумикан       |
| 3 | Тором            | село | ↘45       | Село Тором         |
| 4 | Тугур            | село | ↘315      | Село Тугур         |
| 5 | Удское           | село | ↘339      | Село Удское        |
| 6 | Чумикан          | село | ↘1055     | Село Чумикан       |

Упразднённые населённые пункты:
- 2000 год — монтерские пункты Антыкан, Джелон, Киран, Налик, Сулаки, Ал, 15 км, Алгатино, Альский, Грань, Морской; метеостанции Тором, Шевли и Тайкан; маяки Тыльский, Северный мыс[39].
- 2011 год — метеостанция Болодек, монтёрские пункты Маймагун и Тыл[40].
- 2024 год — метеостанции Большой Шантар, Бурукан, Джана